# Folpert van Arkel van der Leede
Folpert van Arkel van der Leede (* um 1115; † 1140) aus dem ersten Haus van Arkel war der 1. Herr von Ter Leede sowie Herr von Polsbroek.
Seine Eltern waren Johan III. van Arkel und Adelheid (Aleid) van Heusden. Nach des Vaters Tod erbte Folpert das Gebiet Van der Leede (das heutige Leerdam), begründete die Herrlichkeit und das Haus Van der Leede. Sein älterer Bruder Johan IV. van Arkel erbte das Land van Arkel und führte den Hauptstamm der Familie weiter. In den Gelderischen Almachen fand er als betrügerischer Landesherr Erwähnung. Folpert war mit einer heutzutage unbekannten Edeldame verheiratet und wurde Vater des Herbaren I. van der Leede. Der Dichter Anthony Christiaan Winand Staring verfasste ein Gedicht über ihn.

## Weblink
- A.C.W.Staring: Gedicht „Folpert van Arkel“

| Vorgänger            | Amt                             | Nachfolger                |
| -------------------- | ------------------------------- | ------------------------- |
| neuer Titel          | Herr Ter Leede 1115/18–1140     | Herbaren I. van der Leede |
| Johan III. van Arkel | Herr von Polsbroek 1115/18–1140 | Herbaren I. van der Leede |

| Personendaten    | Personendaten                             |
| ---------------- | ----------------------------------------- |
| NAME             | Arkel van der Leede, Folpert van          |
| KURZBESCHREIBUNG | Erster Herr Ter Leede, Herr von Polsbroek |
| GEBURTSDATUM     | um 1115                                   |
| STERBEDATUM      | 1140                                      |